# Noruega nos Jogos Olímpicos de Verão de 2016
Noruega participou dos Jogos Olímpicos de Verão de 2016, que foram realizados na cidade do Rio de Janeiro, no Brasil, entre os dias 5 e 21 de agosto de 2016.
Os atletas Olaf Tufte e Kjetil Borch ganharam a medalha de bronze no Remo Double-skiff masculino no dia 11 de agosto de 2016, com a marca de 6:53.25. 
Os atletas Kristoffer Brun e Are Strandli ganharam a medalha de bronze no Remo Double-skiff peso leve masculino no dia 12 de agosto de 2016, com a marca de 6:31.39. 
O atleta Stig-Andre Berge ganhou a medalha de bronze na Luta greco-romana 59kg masculino no dia 14 de agosto de 2016, com vitória de 3 a 1 sobre o atleta do Azerbaijão Rovshan Bayramov. 
O time de Handebol feminino conquistou a medalha de bronze no dia 20 de agosto em disputa contra o time dos Países Baixos, ganhando de 36 a 26.  

## Natação
| Atleta              | Prova       | Eliminatórias | Eliminatórias | Semifinal | Semifinal | Final       | Final       |
| Atleta              | Prova       | Tempo         | Pos.          | Tempo     | Pos.      | Tempo       | Pos.        |
| ------------------- | ----------- | ------------- | ------------- | --------- | --------- | ----------- | ----------- |
| Henrik Christiansen | 400 m livre | 3:47,90       | 17º           | —         | —         | Não avançou | Não avançou |